# Батькополье
Батькополье — деревня в городском округе Кашира Московской области.

## География
Находится в южной части Московской области на расстоянии приблизительно 20 км на юг-юго-восток по прямой от железнодорожной станции Кашира.

## История
Известна с 1650 года как погост с Николаевской и Троицкой церквями. В 1995 году числился 1 жилой дом. До 2015 года входила в состав сельского поселения Домнинского Каширского района.

## Население
Постоянное население составляло 1 человек в 2002 году (русские 100 %), 4 в 2010.